# Képviselőház (Egyesült Királyság)

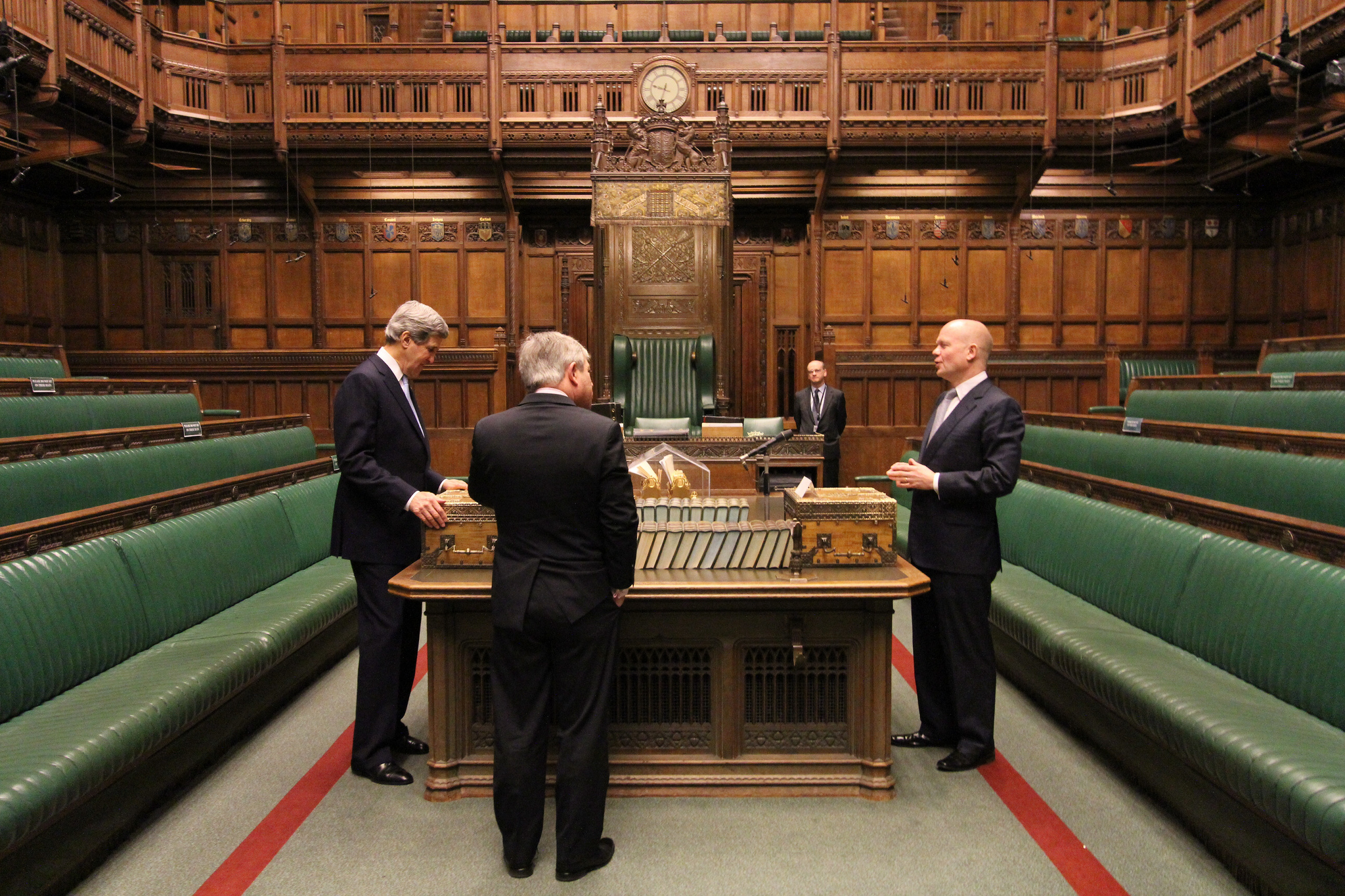
Az ülésterem a Westminsterben

Az Egyesült Királyság Képviselőháza (angolul House of Commons of the United Kingdom (kiejtés: /haʊs ɒv ˈkɒmənz ɒv ðiː jʊˈnaɪtɪd ˈkɪŋdəm/). Az Egyesült Királyság közrendűinek háza (betű szerint „Közrendiház”), teljes nevén The Honourable the Commons of the United Kingdom of Great Britain and Northern Ireland in Parliament assembled) az Egyesült Királyság kétkamarás parlamentjének az alsóháza (a másik kamara a felsőház: Lordok Háza). Mindkét képviselőház a Westminster-palotában ülésezik. 
Ez a parlament nagyobb hatalmú kamarája, a törvényhozás folyamatának legfontosabb döntései itt születnek és itt zajlanak a legnagyobb politikai viták is. A Lordok Háza kisebb szereppel bír: Az 1911-es parlamenti törvény óta a Lordok Háza csak késleltetheti a törvényeket, nem vétózhatja meg azokat. A kormány elsősorban a képviselőháznak felelős, és a miniszterelnök addig maradhat hivatalban, amíg őrzi az Alsóház többségének bizalmát.
A képviselőház választott testület 650 képviselővel. Tagjait, a képviselőket (angolul Member of Parliament, rövidítve MP, ejtsd: empí, am. parlamenti tag) egyéni választókerületekben választják relatív többségi, másként „a győztes mindent visz” (first-past-the-post) választási rendszerben. A képviselők mandátuma a parlament feloszlatásáig szól. 
A 13–14. században kifejlődött angol képviselőház 1707-ben, a Skóciával való egyesüléssel lett Nagy-Britannia Alsóháza. Jelenlegi nevét az Írországgal 1800-ban történt jogi egyesülést követően kapta. Az Egyesült Királyság kezdetben Nagy-Britannia és Írország egyesült királyságát jelentette 1800-tól, 1922-től – az Ír Szabadállam kiszakadásától – pedig Nagy-Britanniáét és Észak-Írországét.

## Elnöke
A testületnek valódi elnöke nincs, csak egy levezető elnök (angolul Speaker), aki nem vesz részt a vitákban, főszabályként nem szavaz, csak a vita rendjére ügyel.

## Fordítás
- Ez a szócikk részben vagy egészben  a   House of Commons of the United Kingdom című angol Wikipédia-szócikk ezen változatának fordításán alapul.  Az eredeti cikk szerkesztőit annak laptörténete sorolja fel. Ez a jelzés csupán a megfogalmazás eredetét és a szerzői jogokat jelzi, nem szolgál a cikkben szereplő információk forrásmegjelöléseként.